# Otto Dowidat
Otto Dowidat (27 de outubro de 1896 – 4 de julho de 1975) foi um político alemão do Partido Democrático Liberal (FDP) e ex-membro do Bundestag alemão.

## Vida
Dowidat foi membro do Bundestag alemão de 1957 a 1961. Ele entrou no Bundestag através da lista do estado da Renânia do Norte-Vestfália do FDP.

## Literatura
Herbst, Ludolf; Jahn, Bruno (2002).  Vierhaus, ed. Biographisches Handbuch der Mitglieder des Deutschen Bundestages. 1949–2002 (em alemão). München: De Gruyter - De Gruyter Saur. 1715 páginas. ISBN 978-3-11-184511-1